# Marina Zambelli
Marina Zambelli (ur. 1 stycznia 1990 w Alzano Lombardo) – włoska siatkarka, reprezentantka kraju, grająca na pozycji środkowej.

## Sukcesy klubowe
Mistrzostwo Włoch:
- 2011
- 2008, 2009, 2010

Liga Mistrzyń:
- 2010

Klubowe Mistrzostwa Świata:
- 2010

Puchar Francji:
- 2015

Mistrzostwo Francji:
- 2015

## Sukcesy reprezentacyjne
Mistrzostwa Europy Kadetek:
- 2007

Mistrzostwa Europy Juniorek:
- 2008

## Nagrody indywidualne
- 2008: Najlepsza blokująca Mistrzostw Europy Juniorek